# Мачула, Владимир Иванович
Владимир Иванович Мачула (1929 — 1997) — советский хозяйственный деятель, в 1972—1987 годах директор завода горнообогатительного оборудования «Машмет». Герой Социалистического Труда (1986).

## Биография
Родился 15 августа 1929 года на хуторе Надеждовка (ныне Лозовский район, Харьковская область, Украина).
1946—1947 годах токарь на ремонтно-механическом заводе в городе Орехове Запорожской области Украинской ССР.
В 1951—1958 годах мастер производственного обучения ремесленного училища № 1 в Воронеже. Одновременно в 1951 году окончил Бакинский машиностроительный техникум, а в 1958 году — Всесоюзный заочный машиностроительный институт.
С 1958 года инженер, мастер, начальник цеха, заместитель директора, секретарь парткома завода горнообогатительного оборудования «Машмет», в 1972—1987 годах директор этого завода.
Умер 20 сентября 1997 года, похоронен в Воронеже на Левобережном кладбище.
Мачула обладал уникальной памятью, и, будучи хорошим игроком в шахматы, играл не глядя на доску.
В 2014 году на территории завода установлен бюст В.И.Мачула.

## Истчоники
- Воронежская Энциклопедия. — Воронеж, 2008. — Т. 1. — 524 с. — ISBN 978-5-900270-99-9.